# Мавзолей Баба Тукти Шашты Азиз
Мавзолей Баба Тукти Шашты Азиз (каз. Баба Түкті Шашты Әзіз кесенесі) — памятник архитектуры конца ХIХ — начала XX веков в 3 км к югу от села Кумкент Сузакского района Туркестанской области Казахстана. Связывается с Баба Тукти Шашты Азизом — легендарным образом, часто встречающимся в казахском фольклоре. Входит в список памятников истории и культуры местного значения Туркестанской области.

## Архитектура
Представляет собой однокамерный мавзолей фасадной композиции. Мавзолей был целиком перестроен на старом бутовом фундаменте из жжёного кирпича в лицевой кладке. Объём четверика увенчан сферическим куполом на цилиндрическом барабане. Фасады гладкие, без декора. Главный фасад, со входом в центре, акцентирован неглубокой стрельчатой нишей и двумя башенками-гульдаста на углах здания. В интерьере по осям квадратного посещения выполнены стрельчатые арки, на которые через щитовидные паруса опирается купол. Стены оштукатурены и побелены. В центре помещения установлено кирпичное надгробие.